# Municipio de Perry (condado de Mercer)
El municipio de Perry  (en inglés: Perry Township) es un municipio ubicado en el condado de Mercer en el estado estadounidense de Pensilvania. En el año 2000 tenía una población de 1.471 habitantes y una densidad poblacional de 32.0 personas por km².

## Geografía
El municipio de Perry se encuentra ubicado en las coordenadas 41°24′00″N 80°15′29″O / 41.40000, -80.25806.

## Demografía
Según la Oficina del Censo en 2000 los ingresos medios por hogar en la localidad eran de $35,221 y los ingresos medios por familia eran $40,192. Los hombres tenían unos ingresos medios de $30,843 frente a los $25,268 para las mujeres. La renta per cápita para la localidad era de $16,482. Alrededor del 7,9% de la población estaban por debajo del umbral de pobreza.